# Весолув
Весолув (пол. Wesołów) — село в Польщі, у гміні Заклічин Тарновського повіту Малопольського воєводства.
Населення — 889 осіб (2011).
У 1975—1998 роках село належало до Тарновського воєводства.

## Демографія
Демографічна структура станом на 31 березня 2011 року:
|          | Загалом | Допрацездатний вік | Працездатний вік | Постпрацездатний вік |
| -------- | ------- | ------------------ | ---------------- | -------------------- |
| Чоловіки | 441     | 105                | 300              | 36                   |
| Жінки    | 448     | 99                 | 263              | 86                   |
| Разом    | 889     | 204                | 563              | 122                  |